# Logic Pro
Logic Pro è un'applicazione DAW (Digital Audio Workstation) e sequencer MIDI per la piattaforma macOS. È stata creata nei primi anni '90 con il nome di Notator Logic dallo sviluppatore di software tedesco C-Lab (in seguito diventata Emagic). È diventato un prodotto Apple dal nome Logic Pro dopo che Apple ha acquistato Emagic nel 2002.
Esisteva una versione basata sullo stesso motore audio ma con funzionalità ridotte chiamata Logic Express, non era dotata di tutte le caratteristiche avanzate sebbene ne condividesse parzialmente l'interfaccia grafica. Dall'8 dicembre 2011 la versione scatolata di Logic Pro, insieme a Logic Express, non sono più disponibili; Logic Pro è ora disponibile solo tramite download dall'App Store.
Per l'utente amatoriale esiste una versione ridotta chiamata GarageBand, già inclusa nel pacchetto iLife e dotata di un'interfaccia più semplice.

## Storia
La prima versione di Logic, chiamata Notator Logic, fu scritta nel 1993 da un gruppo di programmatori e fondatori della Emagic, e in precedenza responsabile dello sviluppo del sequencer Notator per Atari ST, sistema molto comune per il MIDI nella seconda metà degli anni '80.
Il fatto che Notator Logic fosse una completa riscrittura del suo predecessore rese più semplice il porting verso altre piattaforme e, con la progressiva obsolescenza dell'Atari ST, il software venne reso disponibile per le piattaforme Windows e Mac.
A partire dalla versione 1.7, venne aggiunta la capacità della registrazione audio diretta, in aggiunta alla gestione dei file MIDI, anche se le prestazioni dei computer dell'epoca richiedevano dell'hardware aggiuntivo per sfruttare questa possibilità.
Con la versione 6 venne introdotto un sistema di moduli per eseguire specifiche funzioni audio, fornibili anche da terze parti. Questo sistema di plug-in è alla base di tutti i moderni software del genere. Un programma aggiuntivo, Waveburner, permetteva inoltre la masterizzazione di CD audio.

### L'acquisto da parte di Apple
Nel 2002, Apple acquisì Logic, abbandonando il supporto per Windows e integrando diversi prodotti della Emagic nel nuovo Logic Pro 7, compreso Waveburner. Le versioni ridotte, Logic Express e GarageBand, derivano da questa versione.
A partire dalla versione 8, Logic Pro fa parte della suite Logic Studio. In buona è parte è composto da codice Cocoa. Da questa versione, Logic non richiede più un dongle per funzionare.
Nella versione 9 è stato integrato il warping audio, e numerosi effetti Apple.
Il 16 luglio 2013, Apple annuncia la messa in vendita di Logic Pro X, la decima versione del software, disponibile esclusivamente nell'App Store. Tra le novità:
- Un'interfaccia totalmente rinnovata, più adatta all'uso in full screen;
- La nuova funzione Drummer permette di aggiungere un sideman virtuale che in automatico suona insieme al brano dell'utente in un'ampia gamma di tecniche e stili di batteria;
- Aggiunta la funzione Auto-Tune;
- Flex Pitch permette di effettuare l'editing della tonalità per le registrazioni audio; grazie a questo strumento è possibile correggere gli accordi stonati e cambiare le melodie dell'audio registrato manipolando le singole note all'interno della forma d'onda;
- Infine, tramite l'app Logic Remote per iPad è possibile controllare la maggior parte delle funzioni del software, e anche suonare degli strumenti virtuali.

## Differenze tra le versioni
Logic Pro e, allo stesso modo, Logic Express, possono gestire fino a 255 tracce audio.
Le sostanziali differenze fra le due versioni sono:
- Plug-in per audio: nella versione Pro, più professionali.
- Plug-in intruments: exs24 nella versione Pro (campionatore), esxp24 (player) nella versione Express.
- Bus e aux: 64 nella versione Pro, 8 nella versione Express.
- Canali in ingresso: illimitati nella versione Pro, 12 per nella versione Express.
- Frequenza di campionamento: 192 kHz nella versione Pro e 96 kHz nella versione Express.
- Mixaggio in dolby surround: presente nella versione Pro, mancante nella versione Express.

Nella versione Express, inoltre, ci sono altre piccole mancanze nei confronti della versione Pro.  

## Applicazioni simili
- Ableton Live
- LMMS
- Ardour
- FL Studio
- Pro Tools
- REAPER
- Garage Band
- Reason